# ガイ・ハミルトン
ガイ・ハミルトン（Guy Hamilton、1922年9月16日 - 2016年4月20日）は、イギリスの映画監督。『007 ゴールドフィンガー』など、007シリーズの監督として知られる。

## 来歴
フランス、パリに生まれる。第二次世界大戦が勃発するとイギリスに戻り、イギリス海軍に入隊する。終戦後、キャロル・リード監督の下、『第三の男』などで助監督を務めるなどした後、"The Ringer" (1952) で監督デビュー。007シリーズ第3作、『007 ゴールドフィンガー』を監督し、同シリーズで合わせて4作品を手がけた。
『スーパーマン』の監督も予定されていたが、降板している。
2016年4月20日、スペインのパルマ・デ・マヨルカで死去。

## 主な監督作品

### 007シリーズ
- 007/ゴールドフィンガー（1964年）
- 007/ダイヤモンドは永遠に（1971年）
- 007/死ぬのは奴らだ（1973年）
- 007/黄金銃を持つ男（1974年）

### その他
- 夜の来訪者（1954年）
- コルディッツ物語（1955年）
- 船の女（1957年）
- 悪魔の弟子（1959年）
- 美女と詐欺師（1959年）
- 好敵手（1962年）
- 銃殺指令（1964年）
- パーマーの危機脱出（1966年）
- 空軍大戦略（1969年）
- ナバロンの嵐（1978年）
- クリスタル殺人事件（1980年）
- 地中海殺人事件（1982年）
- レモ/第1の挑戦（1985年）
- レプスキー危機一発/ロシア皇帝の秘宝（1989年）

## 参照
1. ↑  Hutchings, Peter. “Hamilton, Guy (1922-)” (英語).  screenonline. 2009年7月3日閲覧。
2. ↑  【解説】監督vsプロデューサー『スーパーマン』の撮影現場では何が起きていたのか？ :3ページ目｜CINEMORE（シネモア）
3. ↑  Goldfinger Director Guy Hamilton Dies at 93 YAHOO!MOVIES 2016年4月21日